# Tierra ociosa

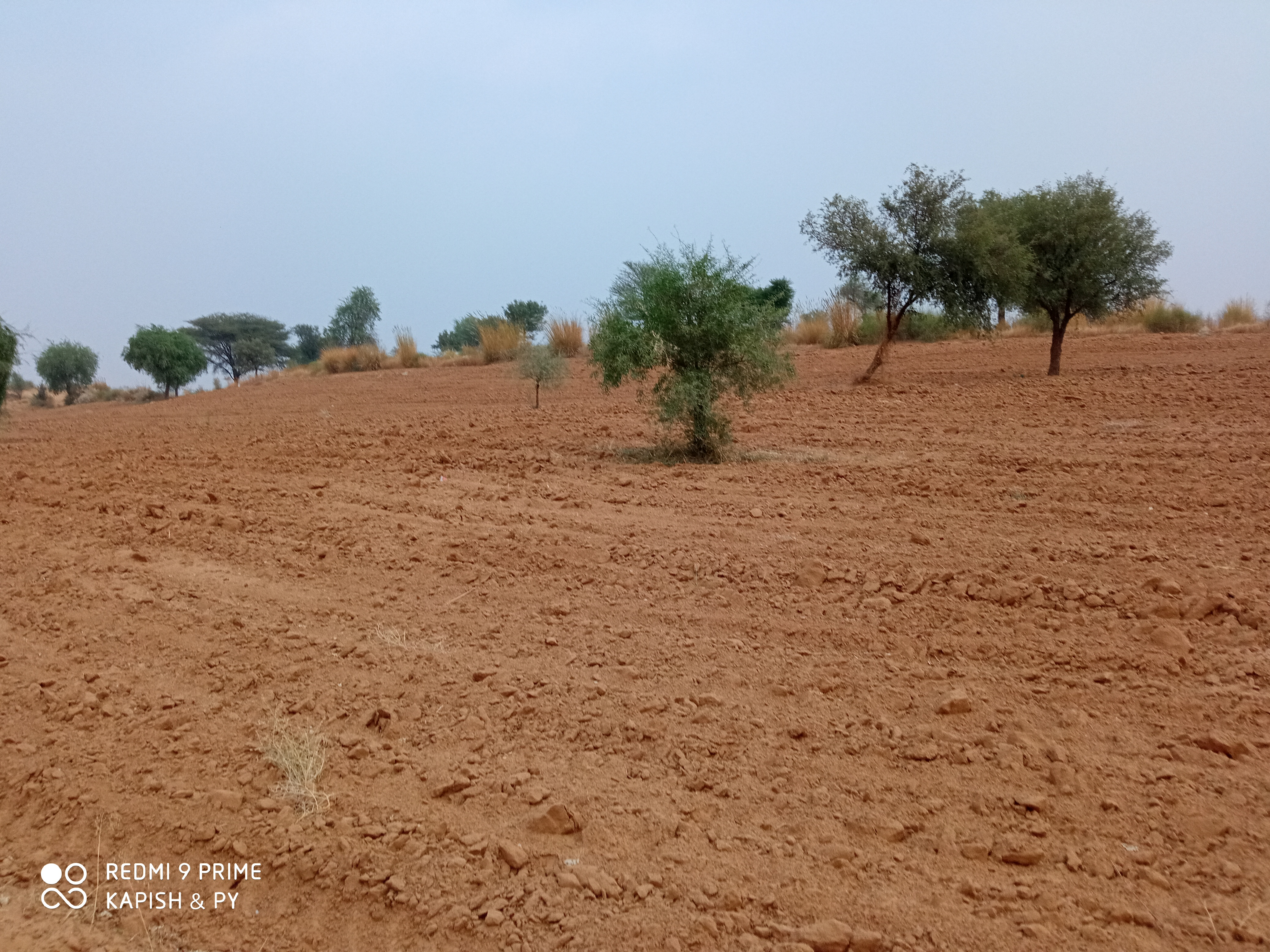
La tierra que no sirve al sistema económico capitalista de lógica extractivista, se le denomina como tierra ociosa.

Tierra ociosa es un término que se refiere a parcelas de suelo que permanecen sin uso agrícola o ganadero. Este concepto se utiliza normalmente en políticas agrarias para identificar áreas que potencialmente podrían generar valor económico si fueran aprovechadas. No obstante, desde una perspectiva ambiental y social, las tierras ociosas presentan beneficios que muchas veces pasan desapercibidos.
De acuerdo con investigaciones del Colegio de México,la permanencia de ciertas áreas sin intervención humana permite la regeneración de los ecosistemas y la protección de la biodiversidad local. Además, estudios recientes señalan que estas tierras sin explotación pueden contribuir a la captura de carbono, generando un impacto positivo en la reducción de gases de efecto invernadero.Por lo tanto, mantener tierras en estado "ocioso" puede ser una estrategia valiosa en la lucha contra el cambio climático.
En términos sociales, la tierra ociosa representa un espacio de conservación que permite a las comunidades locales disfrutar de recursos naturales intactos y preservar prácticas culturales y agrícolas tradicionales.En México, la discusión sobre la regulación de tierras ociosas refleja la importancia de buscar un equilibrio entre la producción económica y la conservación ecológica, promoviendo la sostenibilidad en lugar de la sobreexplotación.

## Definición y contexto histórico
La historia de las tierras ociosas en México ha sido marcada por políticas agrarias que, desde la época colonial, han intentado reducir la inactividad de tierras potencialmente productivas mediante reformas y redistribuciones. Durante el siglo XX, en especial después de la Revolución, el enfoque estuvo en garantizar un uso “efectivo” de la tierra.
En este contexto, hubo una reforma propuesta en 1991 por el diputado Alfonso Méndez Ramírez, del PAN, quien buscó modificar los artículos 251 y 418 de la Ley Federal de la Reforma Agraria para evitar que las tierras de pequeñas propiedades fueran afectadas por permanecer sin explotación por más de dos años consecutivos. En lugar de perder la propiedad, los dueños debían garantizar la puesta en uso de los terrenos, promoviendo así la seguridad jurídica de la pequeña propiedad y minimizando las afectaciones injustas. Este enfoque planteaba alternativas para poner en producción las tierras sin recurrir a expropiaciones, buscando una explotación racional que favoreciera a la economía rural sin socavar derechos de propiedad.
Es por ello que aunque históricamente el gobierno mexicano ha implementado diversas reformas para promover la explotación de tierras ociosas, no existen legislaciones más recientes ni vigentes que atiendan de forma específica el tema de la tierra ociosa en México. Las últimas modificaciones significativas ocurrieron con la iniciativa de 1991, no solo reflejando una falta de actualización en las políticas agrarias sino también apuntando a un fortalecimiento de la productividad masiva por parte gubernamental o de empresas privadas, dejando fuera de la plática a las pequeñas comunidades.A pesar de estas políticas, muchas tierras han permanecido ociosas debido a factores como la falta de infraestructura y apoyo para el desarrollo agrícola; para lo cual sería importante cuestionarse a qué tipo de desarrollo se referían y quiénes eran los beneficiados.

## Causas de la tierra ociosa
Existen diversos factores que determinan que un espacio territorial no puede ser explotado, y por ende se considera tierra ociosa.
- Condiciones naturales: El clima es uno de los principales factores que afectan el rendimiento de la tierra.
- Temperatura: Las temperaturas extremas afectan la calidad productiva de la tierra; se buscan áreas con climas templados o tropicales, donde las condiciones frías o cálidas no sean excesivas. En todos los casos, se prioriza la estabilidad climática.
- Humedad y precipitación: La humedad y la precipitación también influyen en la productividad de la tierra, ya que condiciones de sequía o exceso de agua pueden dificultar el uso efectivo del suelo. El cambio climático intensifica estos efectos, alterando los patrones de humedad y precipitaciones de manera impredecible.
- Topografía: Se toman en cuenta las formaciones naturales y la posibilidad de que haya actividad volcánica en la región es una señal de posible riesgo sísmico, lo que dificulta la estabilidad y la viabilidad para usos agrícolas o de construcción.
- Altura de los territorios: Las variaciones en la altura del terreno afectan la temperatura, el tipo de vegetación y fauna, y las condiciones del suelo, elementos que inciden en la capacidad de uso de la tierra.
- Cobertura vegetal: La vegetación que cubre el suelo proporciona información sobre el tipo de ecosistema y la fertilidad del área. Sin una adecuada cobertura vegetal, la tierra puede ser más susceptible a la erosión y degradación.
- Condiciones del suelo: El tipo de suelo y sus propiedades fisicoquímicas son factores determinantes en la capacidad de cultivo. El exceso de sales en el suelo, por ejemplo, reduce la disponibilidad de agua (estrés hídrico) y genera estrés iónico, lo que puede producir toxicidad en el área.
- Alcalinidad y capacidad de infiltración: Altos niveles de alcalinidad y baja capacidad de infiltración de agua también dificultan el crecimiento de la vegetación, limitando la regeneración de zonas afectadas. Estos factores limitan el reverdecimiento y la productividad de la tierra.
- Aceleración en el cambio de uso de suelo: El cambio de uso de suelo afecta la fertilidad y los ciclos de nutrientes. La acumulación de metales pesados y salinidad, especialmente en suelos arcillosos, degrada el terreno y lo vuelve improductivo con el tiempo.[5][6]
- Cuerpos de agua y proximidad: La cercanía a cuerpos de agua, como ríos, lagos o costas, es importante para garantizar una disponibilidad de agua que permita aprovechar la tierra.

## Implicaciones sociales y de género

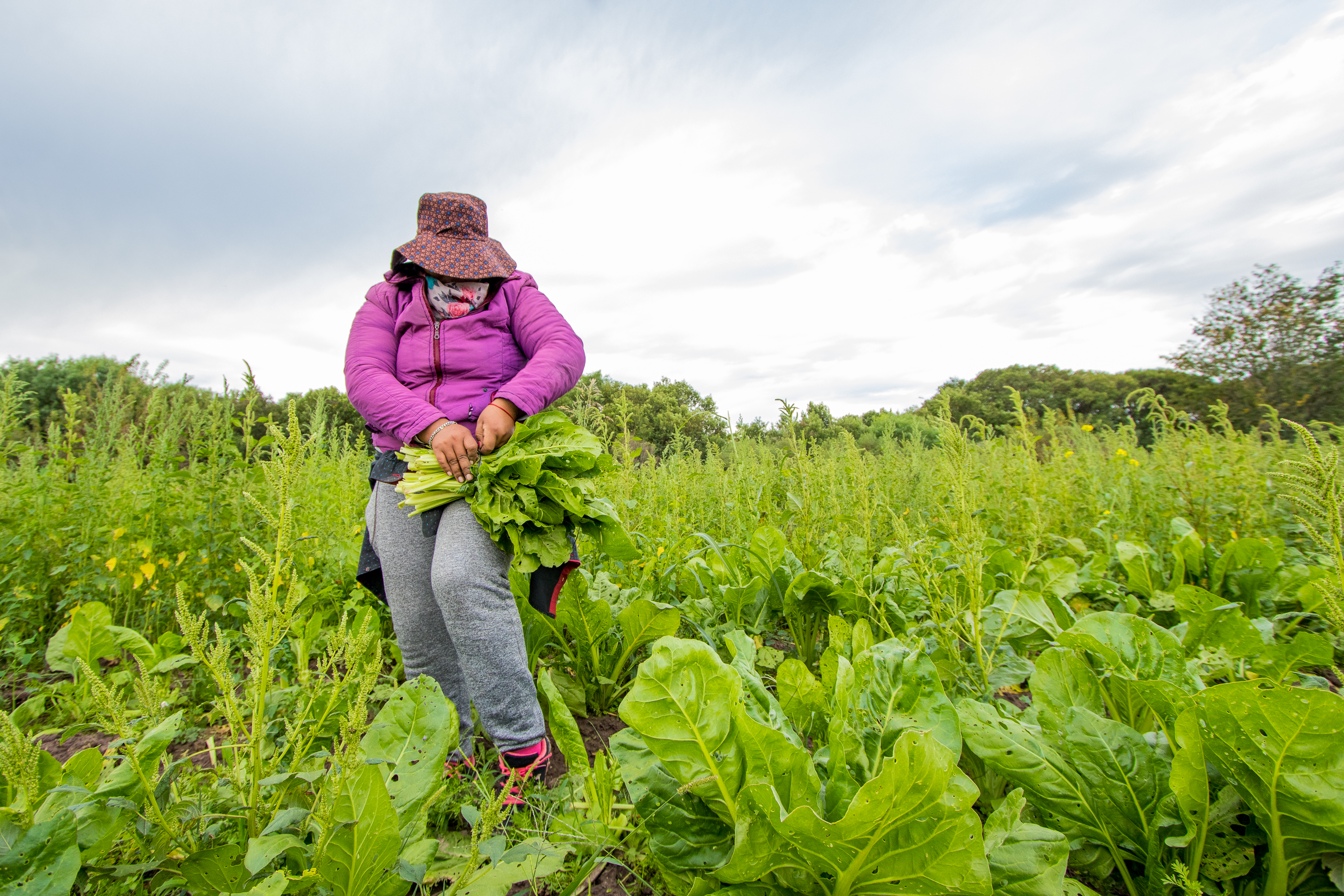
Mujeres trabajadoras de la tierra haciendo producción agroecológica - Berna Gaitán Otarán.

Desde un punto de vista social, la propiedad y el acceso a la tierra han sido históricamente cuestiones de poder. La perspectiva ecofeminista destaca que el despojo de las tierras ociosas afecta de manera desproporcionada a las mujeres rurales, quienes suelen depender de estas tierras para actividades de subsistencia. Además, las estructuras patriarcales han limitado el acceso de las mujeres a recursos y a la toma de decisiones en la gestión de la tierra. Esto resulta en la feminización de la pobreza, donde las mujeres soportan una carga desproporcionada debido a la dependencia de un sistema agrícola que no les proporciona los medios necesarios para prosperar.
El ecofeminismo critica la postura del estado al no considerar las economías del cuidado que sostienen las mujeres en las comunidades rurales, quienes a menudo son responsables del bienestar familiar y del manejo de recursos naturales como el agua y el suelo. Sin embargo, sus roles se ven marginados en las políticas agrarias dominadas por intereses económicos que priorizan la explotación de las tierras sobre la sostenibilidad ambiental.
La solución a los problemas de la tierra ociosa no radica simplemente en la explotación intensiva, sino en una relación equilibrada con el entorno natural. Este enfoque promueve la agroecología y el conocimiento tradicional de las mujeres campesinas, quienes han cultivado una comprensión íntima de los ciclos naturales y del manejo sustentable del suelo. Las prácticas vernáculas y el uso de tecnologías no invasivas podrían revertir el daño ambiental y asegurar la sostenibilidad a largo plazo.

## Ejemplos de áreas de tierra ociosa y su impacto positivo

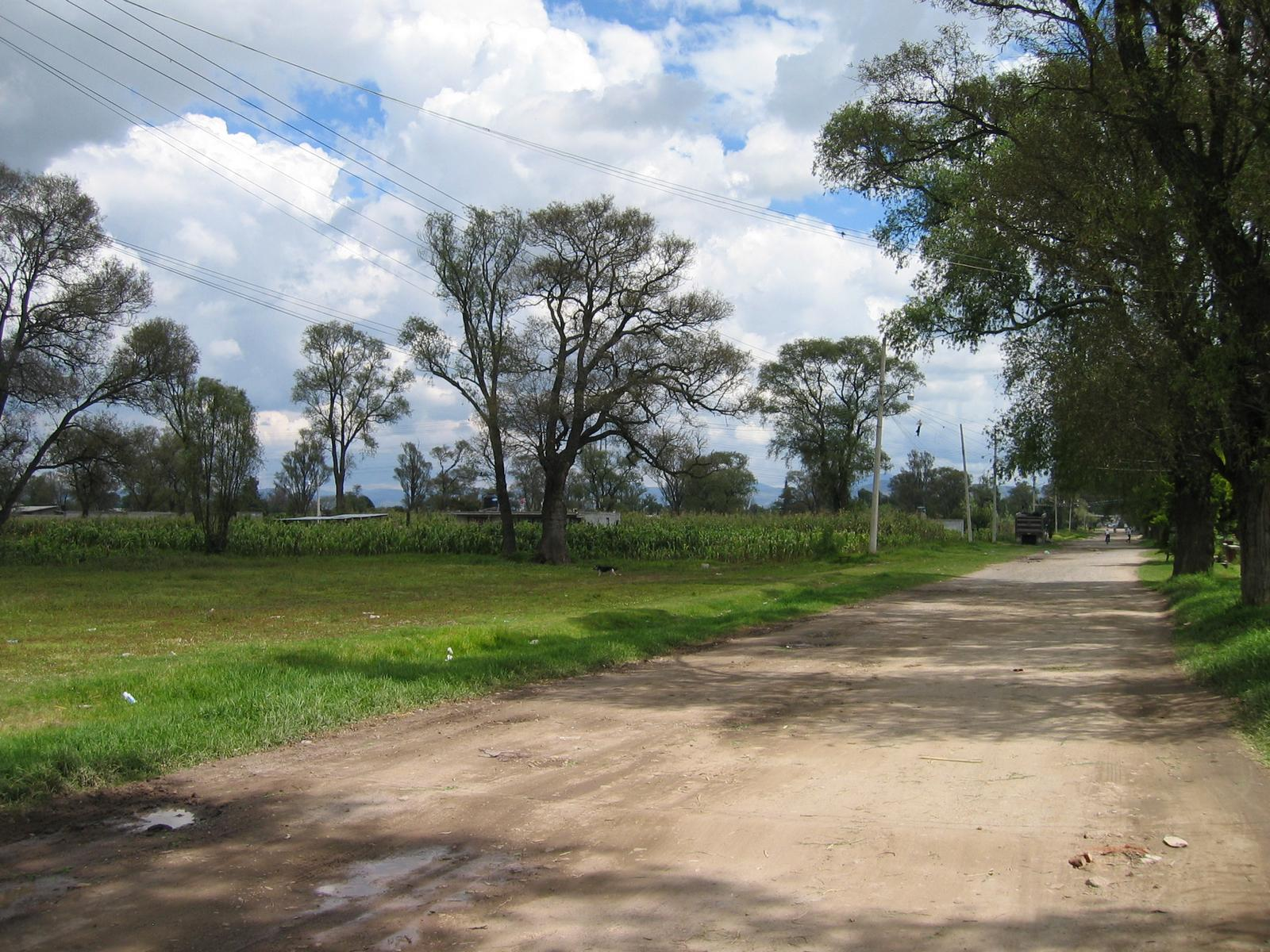
Ejido C-Tocuila Texcoco Mexico.

Un ejemplo de tierra ociosa urbana con impacto positivo es el estudio realizado en Texcoco, México, donde se identificaron 84 espacios ociosos viables para convertirse en áreas verdes. Estos terrenos, que actualmente representan el 13.42% de la ciudad, podrían contribuir a aumentar significativamente el espacio verde disponible por habitante. Esta transformación no solo apoyaría la sostenibilidad ecológica, sino que también respondería al interés de la comunidad en mejorar su entorno urbano a través de la creación de áreas para la recreación y la conservación ambiental.
A pesar de los desafíos económicos y políticos para llevar a cabo estos cambios, la iniciativa de aprovechar estos terrenos podría permitir que Texcoco cuente con un mayor número de áreas verdes, dedicadas a la recreación y conservación, en lugar de destinarlas a desarrollos urbanos o industriales. Al reducir la huella ecológica de la ciudad, estas áreas verdes facilitarían el contacto de los habitantes con la naturaleza y mejorarían la calidad de vida urbana.
En este contexto, los espacios en Texcoco se proponen como áreas verdes sin la presión de ser productivas, lo que genera un impacto positivo tanto ambiental como social. El estudio de estos terrenos demuestra que dejar la tierra en reposo contribuye a la regeneración del suelo y a la biodiversidad urbana, sin los daños que suelen ocasionar las prácticas de producción intensiva. Al no ser destinadas a actividades agrícolas o industriales, estas tierras actúan como reservas ecológicas urbanas, que absorben CO2, regulan la temperatura y fomentan la conservación de especies locales.